# Hara Taichi
Hara Taichi (原 大智 Hara Taichi, sinh ngày 5 tháng 5 năm 1999) là một cầu thủ bóng đá người Nhật Bản thi đấu cho Sint-Truidense V.V. theo dạng cho mượn từ Deportivo Alavés.

## Sự nghiệp
Hara Taichi gia nhập câu lạc bộ tại J1 League FC Tokyo năm 2017.